# Nicholas Podier
Jlatoh Nicholas Podier .Jr (falecido em 1 de julho de 1988) foi um militar liberiano e oficial do governo na década de 1980. Foi um dos membros do grupo de soldados que derrubou o governo da Libéria em 12 de abril de 1980. Quando os militares se organizaram no Conselho de Redenção Popular para governar o país, Podier tornou-se o co-presidente do conselho e, portanto, o vice-chefe de Estado. Após a queda do governo, foi proclamado general, embora seu título preciso não seja claro; algumas fontes o chamaram de general de brigada e outras de major-general.  Ele morreu violentamente na sequência do que o ex-dirigente do Conselho de Redenção Popular e mais tarde presidente Samuel K. Doe chamou de tentativa de golpe de Estado. O governo de Doe anunciou que Podier tinha morrido num tiroteio numa das fronteiras do país, embora outras fontes questionassem as alegações de Doe e sugerissem que Podier tinha sido torturado até à morte numa das muitas tentativas de Doe para consolidar o seu poder.